# Zythos cupreata
Zythos cupreata là một loài bướm đêm trong họ Geometridae.